# Tara Morice
Pour les articles homonymes, voir Morice.
 (septembre 2022).
La mise en forme du texte ne suit pas les recommandations de Wikipédia : il faut le « wikifier ».
Les points d'amélioration suivants sont les cas les plus fréquents. Le détail des points à revoir est peut-être précisé sur la page de discussion.
- Les titres sont pré-formatés par le logiciel. Ils ne sont ni en capitales, ni en gras.
- Le texte ne doit pas être écrit en capitales (les noms de famille non plus), ni en gras, ni en italique, ni en « petit »…
- Le gras n'est utilisé que pour surligner le titre de l'article dans l'introduction, une seule fois.
- L'italique est rarement utilisé : mots en langue étrangère, titres d'œuvres, noms de bateaux, etc.
- Les citations ne sont pas en italique mais en corps de texte normal. Elles sont entourées par des guillemets français : « et ».
- Les listes à puces sont à éviter, des paragraphes rédigés étant largement préférés. Les tableaux sont à réserver à la présentation de données structurées (résultats, etc.).
- Les appels de note de bas de page (petits chiffres en exposant, introduits par l'outil «  Source ») sont à placer entre la fin de phrase et le point final[comme ça].
- Les liens internes (vers d'autres articles de Wikipédia) sont à choisir avec parcimonie. Créez des liens vers des articles approfondissant le sujet. Les termes génériques sans rapport avec le sujet sont à éviter, ainsi que les répétitions de liens vers un même terme.
- Les liens externes sont à placer uniquement dans une section « Liens externes », à la fin de l'article. Ces liens sont à choisir avec parcimonie suivant les règles définies. Si un lien sert de source à l'article, son insertion dans le texte est à faire par les notes de bas de page.
- La présentation des références doit suivre les conventions bibliographiques. Il est recommandé d'utiliser les modèles {{Ouvrage}}, {{Chapitre}}, {{Article}}, {{Lien web}} et/ou {{Bibliographie}}. Le mode d'édition visuel peut mettre en forme automatiquement les références.
- Insérer une infobox (cadre d'informations à droite) n'est pas obligatoire pour parachever la mise en page.

Pour une aide détaillée, merci de consulter Aide:Wikification.
Si vous pensez que ces points ont été résolus, vous pouvez retirer ce bandeau et améliorer la mise en forme d'un autre article.
Tara Morice, née le 23 juin 1964 à Hobart (Tasmanie), est une actrice australienne. Elle fait ses débuts sur scène à l'âge de 16 ans, avant d'être diplômée de l'Institut national d'art dramatique en 1987. Elle tourne dans plus d'une quinzaine de films à partir de 1992, dont plusieurs lui valent d'être nommée pour un prix de meilleure actrice.

## Biographie
Né à Hobart, en Tasmanie, Morice a également vécu à Sydney, Alice Springs et Adélaïde dans son enfance. Elle est australienne de cinquième génération et est d'ascendance anglaise, irlandaise, écossaise, lettone, française et juive. Elle est apparue dans un court métrage pour la Tasmanian Film Corporation en 1980, The ABC of Unions . Elle fait ses débuts sur scène au plus vieux théâtre d'Australie, le Theatre Royal à Hobart dans Le Journal d'Anne Frank, à l'âge de 16 ans. Elle est titulaire d'un Bachelor of Arts en histoire australienne et en anglais obtenu à l'Université nationale australienne mais est également diplômée de l'Institut national d'art dramatique en 1987.

## Carrière
Elle a beaucoup travaillé sur scène en Australie, y compris dans des productions pour la Sydney Theatre Company, la Bell Shakespeare Company, la Griffin Theatre Company, la Belvoir Theatre Company, le State Theatre of South Australia, la Queensland Theatre Company, la Malthouse et l' Ensemble . Elle a joué Fran dans Ballroom Dancing lors de sa première en tant que pièce de théâtre en 1988, et elle était membre de la Six Years Old Company de Baz Luhrmann. Elle a été nommée pour la meilleure actrice dans un second rôle dans une comédie musicale pour son rôle dans Fat Swan aux Helpmann Awards de 2012 et pour un Victorian Green Room Award pour The Venetian Twins en 1990.
Sa première apparition au cinéma était Fran dans le film Ballroom Dancing de 1992 (réalisé par Baz Luhrmann ), pour lequel elle a été nommée pour un prix BAFTA pour la meilleure actrice dans un rôle principal  et un prix de l'Australian Film Institute. Morice est également apparue sur la bande originale du film, chantant un duo de Time After Time avec Mark Williams.
Tara Morice est également apparue dans les longs métrages Metal Skin, Hotel Sorrento, Hildegarde, Moulin Rouge !, Candy, Razzle Dazzle : A Journey Into Dance, Oranges and Sunshine, Dance Academy : The Movie et Peter Rabbit 2 : The Runaway . Elle a aussi joué dans de nombreux courts métrages notamment Miracle Fish, nommé aux Oscars. 
Elle a également travaillé pour la télévision avec des rôles dans Answered by Fire, After the Deluge, Salem's Lot et McLeod's Daughters . Elle a joué un rôle principal dans la série de trois téléfilms Dogwoman avec Magda Szubanski en 2000. Elle joue également Miss Raine dans les séries 1, 2 et 3 de Dance Academy pour ABC / ZDF.
Elle a écrit et réalisé le documentaire My Biggest Fan, sur sa correspondance et amitié avec une arrière-grand-mère américaine, Mildred Levine, qui lui a écrit après avoir vu Ballroom Dancing. Le film a été présenté en première au Festival international du film de Fort Lauderdale et a été diffusé sur le réseau SBS en Australie en 2008. 
Tara Morice a une fille, Ondine Morice Pearce, photographe (à 11 ans) du tournage de My Biggest Fan. 
Elle a réenregistré Time After Time pour l'album Something for Everybody de Baz Luhrmann et a chanté sur Ballroom Dancing, Razzle Dazzle . : A Journey Into Dance et les bandes originales de My Biggest Fan.

## Filmographie

### Films
| Année | Titre                | Rôle              | Notes         |
| ----- | -------------------- | ----------------- | ------------- |
| 1992  | Ballroom Dancing     | Fran              |               |
| 1994  | Metal Skin           | Savina            |               |
| 1995  | Hotel Sorrento       | Pippa Moynihan    |               |
| 1997  | Square One           | Margot            |               |
| 2001  | Moulin Rouge!        | Prostituée        |               |
| 2001  | Hildegarde           | Kim Powell        |               |
| 2006  | Candy                | Tante Katherine   |               |
| 2007  | Razzle Dazzle        | Marianne          |               |
| 2007  | September            | Jennifer Hamilton |               |
| 2008  | Close Distance       | Rivka             | Court Métrage |
| 2009  | Miracle Fish         | Mum               | Court Métrage |
| 2010  | Oranges and Sunshine | Pauline           |               |
| 2013  | 101 Cupcakes         | Agnes Harvey      | Court Métrage |
| 2014  | Smithston            | Mme Smithston     | Court Métrage |
| 2017  | Dance Academy Movie  | Lucinda Raine     |               |
| 2021  | Peter Rabbit 2       | Officiante        |               |

### Télévision
| Année     | Titre                                           | Rôle                    | Notes                                |
| --------- | ----------------------------------------------- | ----------------------- | ------------------------------------ |
| 1991      | Police Rescue                                   | Jenny                   | "Mates"                              |
| 1997      | Big Sky                                         | Linda                   | "Blind Spot"                         |
| 1998      | Water Rats                                      | Anne Milner             | "Diminished Responsibility"          |
| 1998      | A Difficult Woman                               | Susan Taylor            | mini série télévisée                 |
| 1999      | Wildside                                        | Rachel Duncan           | "2.11"                               |
| 2000      | Dogwoman: Dead Dog Walking                      | Pauline O'Halloran      | Film Télévisé                        |
| 2000      | Something in the Air                            | Candy Rogers            | Rôle récurrent                       |
| 2000      | Dogwoman: A Grrrl's Best Friend                 | Pauline O'Halloran      | Film Télévisé                        |
| 2000-2003 | Grass Roots                                     | Julie Dunkley           | Rôle récurrent                       |
| 2001      | Dogwoman: The Legend of Dogwoman                | Pauline O'Halloran      | Film Télévisé                        |
| 2001      | My Husband My Killer                            | Margaret Inkster        | Film Télévisé                        |
| 2003      | After the Deluge                                | Dianne                  | Film Télévisé                        |
| 2004      | Salem's Lot                                     | Joyce Petrie            | TV miniseries                        |
| 2004      | Loot                                            | Karen Doakes            | Film Télévisé                        |
| 2005      | Blue Heelers                                    | Melanie Anderson        | Rôle récurrent                       |
| 2005      | McLeod's Daughters                              | Michelle Hall-Smith     | "Out of Time", "Betwixt and Between" |
| 2005      | Second Chance                                   | Edwinda                 | Film Télévisé                        |
| 2006      | Answered by Fire                                | Helen Waldman           | Film Télévisé                        |
| 2010      | Home and Away                                   | Joanna Scott            | Rôle récurrent                       |
| 2010-2013 | Dance Academy                                   | Miss Raine              | Rôle récurrent                       |
| 2013      | The Elegant Gentleman's Guide to Knife Fighting | InvitéeSpéciale         | "1.4", "1.5"                         |
| 2013      | Whitlam: The Power and the Passion              | Margaret Whitlam (Voix) | "Partie 2"                           |
| 2015      | Winter                                          | Judith Johansson        | Rôle récurrent                       |